# ダグラス郡区 (アイオワ州ブーン郡)
ダグラス郡区は、アメリカ合衆国、アイオワ州、ブーン郡にある17の郡区の一つである。2000年の国勢調査で、人口は2344人だった。

## 地理
ダグラス郡区は、45平方キロメートル（17.4平方マイル)で、Madridが含まれています。
アメリカ地質調査所によると、この郡区はCasselとDalanderとFairviewとMount Hopeの4つの霊園が含まれています。